# HR 5183
HR 5183とは、太陽系から103光年の距離にあるスペクトル分類がG型の恒星である。この星は付近にあるK型主系列星のHIP 67291と距離の離れた連星系を構成している可能性があることが言及されている。またHR 5183の周りには2019年に太陽系外惑星のHR 5183 bが発見されている。
本項目ではHIP 67291や惑星についても併せて記述する。

## HR 5183
| 太陽 | HR 5183   |
| ---- | --------- |
| 太陽 | Exoplanet |

HR 5183はおとめ座にある6等星である。Vバンドにおける見かけの等級は6.3で、スペクトル型はG0に分類されている。この星は一般的な主系列星と比べて光度や半径が大きく、年齢は77+14
−12億年と推定され、恒星の進化段階を少し進んだ状態にあると考えられている。2003年のGrayらの研究や、それを引用したSIMBADの項目ではこの星をG0V型のG型主系列星に分類している。一方で惑星の発見を報告した2019年のBluntらは、光度階級を付けずに単にG0型の恒星としている。
HR 5183は銀河面から200パーセク（約600光年）以上離れることのない軌道で銀河系中心を公転しており、厚い円盤に属する可能性が高いとされる。2014年の研究ではその運動に基づいて銀河ハローのメンバーかもしれないとされていたが、年齢や金属量はハロー星の特徴に一致しておらず、2019年のBluntらの研究でガイア衛星のデータをもとに運動を再分析したところ、ハローではなく厚い円盤のメンバーという結果になった。
HR 5183の名は輝星星表に基づく。別名として、HD 120066（ヘンリー・ドレイパーカタログ）、HIP 67246（ヒッパルコス星表）、BD+07 2690（掃天星表）, LHS 2798（ルイテンの固有運動カタログ）, TIC 379117362（TESSのインプットカタログ）などがある。

## HIP 67291
| 太陽 | HIP 67291 |
| ---- | --------- |
| 太陽 | Exoplanet |

HIP 67291 はHR 5183の伴星と考えられている天体で、K型主系列星である。伴星かどうかは確認されていないが、仮に伴星なら、現在HR 5183から1万5000天文単位以上離れた位置にあり、近点距離はおよそ1万天文単位と推定されている。距離が離れすぎているため、後述する惑星HR 5183 bには直接的な影響は及ぼしていないと考えられている。
この恒星の存在自体は古くから認知されており、マックス・ヴォルフの固有運動星カタログにも記載されている。この星とHR 5183は固有運動や年周視差が近いため、いくつかの文献でHR 5183の伴星と推測されてきた。2019年のBluntらの研究ではガイア衛星のデータを用いてHIP 67291が重力的にHR 5183に束縛されているかどうか調査を行った。単純にデータの誤差のみを考慮した計算では、その確率は44%に留まった。
これらの現象が起きる事前確率が低いことを考えると、HIP 67291が伴星である事後確率は44%よりずっと高いはずだとされている。
別名としてBD+07 2692、LHS 2801、ウォルフ504 (Wolf 504) 、LDS 3101などがある。

## HR 5183 b
HR 5183 b は2019年にカリフォルニア工科大学のSarah Bluntらの研究チームによって視線速度法に基づいて発見が報告された太陽系外惑星で、HR 5183の周りにある。下限質量は3.2木星質量あり、公転周期が74+43
−22年、軌道長半径18+6
−4天文単位、軌道離心率0.84±0.04の極端な楕円軌道を公転している。この惑星の軌道を太陽系に当てはめると、近点と遠点の間で小惑星帯から海王星の軌道を往復することに相当する。視線速度法で発見された惑星としては発見時点で最も公転周期が長い天体の1つであった。
HR 5183 bは2017年末か2018年初めに近点を通過し、観測される視線速度に大きな変動をもたらした。これに前後して行われた集中的な観測で下限質量、近点距離や離心率などの詳しい値が判明した。近点通過時点でHR 5183は約20年間に渡って視線速度の追跡が行われており、数年前から惑星が存在する兆候がとらえられていた。